# Halle Hauptbahnhof
Halle  Hauptbahnhof vasútállomás Németországban, Szász-Anhalt tartományban. A német vasútállomás-kategóriák közül a második csoportba tartozik.

## Vasútvonalak
Az állomást az alábbi vasútvonalak érintik:
- Halle–Cottbus-vasútvonal
- Berlin–Halle-vasútvonal
- Halle–Vienenburg-vasútvonal
- Magdeburg-Lipcse-vasútvonal
- Halle–Bebra-vasútvonal
- Halle–Kassel-vasútvonal

## Forgalom

### Távolsági
| Járat  | Útvonal | Ütem (percben) | Jármű               | Megjegyzés   | Üzemeltető          |
| ------ | --- | -------------- | ------------------- | ------------ | ------------------- |
| ICE 11 | Berlin – Halle – Erfurt – Frankfurt am Main (– Mannheim – Stuttgart – München)                                    | egy vonatpár   | ICE-T, ICE 4        |              | DB Fernverkehr      |
| ICE 15 | Berlin – Halle – Erfurt – Frankfurt am Main (– Darmstadt – Mannheim – Saarbrücken)                                | 120            | ICE-T, ICE 3        | ICE Sprinter | DB Fernverkehr      |
| ICE 18 | (Kiel–) Hamburg – Berlin – Bitterfeld – Halle – Erfurt – Bamberg – Nürnberg – München                             | 120            | ICE 1, ICE 4        |              | DB Fernverkehr      |
| ICE 29 | München – Nürnberg – Erfurt – Halle – Berlin Südkreuz – Berlin Hbf (tief) – Berlin Gesundbrunnen                  | öt vonatpár    | ICE 3               | ICE Sprinter | DB Fernverkehr      |
| ICE 91 | Berlin – Halle – Erfurt – Coburg – Nürnberg – Passau – Linz – St. Pölten – Wien                                   | egy vonatpár   | ICE-T               |              | DB Fernverkehr, ÖBB |
| IC 17  | Wien – Passau – Nürnberg – Jena Paradies – Halle – Leipzig – Berlin – Neustrelitz – Warnemünde                    | egy vonatpár   | IC 2 (Stadler KISS) |              | DB Fernverkehr, ÖBB |
| IC 55  | Dresden – Riesa – Leipzig – Halle – Magdeburg – Braunschweig – Hannover – Bielefeld – Dortmund – Wuppertal – Köln | 120            | IC2, ICE-T          |              | DB Fernverkehr      |
| IC 56  | Leipzig – Halle – Magdeburg – Braunschweig – Hannover – Bremen – Oldenburg – Leer – Emden (– Norddeich Mole)      | 120            | IC2                 |              | DB Fernverkehr      |
| FLX 10 | Stuttgart – Heidelberg – Frankfurt (Main) Süd – Fulda – Erfurt – Halle – Berlin Hbf (tief)                        | két vonatpár   |                     |              | Flixtrain           |

### Regionális forgalom
| Járat  | Útvonal                                                                                            | Gyakoriság                                                                              | EVU                     |
| ------ | -------------------------------------------------------------------------------------------------- | --------------------------------------------------------------------------------------- | ----------------------- |
| RE 3   | Halle – Bitterfeld – Wittenberg – Jüterbog – Berlin – Eberswalde – Angermünde – Schwedt            | bizonyos vonatok                                                                        | DB Regio Nordost        |
| HEX 4  | Halle – Könnern – Aschersleben – Halberstadt – Wernigerode – Ilsenburg – Vienenburg – Goslar       | 120 percenként                                                                          | Transdev                |
| RE 9   | Bitterfeld – Halle – Eisleben – Sangerhausen – Nordhausen – Leinefelde – Kassel-Wilhelmshöhe       | 120 percenként                                                                          | Abellio                 |
| RE 19  | (Dessau –) Bitterfeld – Halle – Eisleben – Sangerhausen – Nordhausen – Leinefelde                  | 120 percenként                                                                          | Abellio                 |
| HEX 24 | Halle – Könnern – Sandersleben – Aschersleben – Gatersleben – Halberstadt                          | 120 percenként                                                                          | Transdev                |
| RE 30  | Magdeburg – Calbe – Köthen – Halle – Merseburg – Naumburg                                          | 060 percenként                                                                          | DB Regio Südost         |
| RB 20  | Halle – Merseburg – Weißenfels – Naumburg – Apolda – Weimar – Erfurt – Gotha – Eisenach            | 060 percenként (hétfőtől péntekig) 120 percenként (szombat-vasárnap)                    | Abellio                 |
| HEX 47 | Halle – Halle-Trotha – Wallwitz – Könnern – Baalberge – Bernburg                                   | 060 percenként (hétfőtől péntekig) 120 percenként (szombat-vasárnap)                    | Transdev                |
| RB 59  | Bitterfeld – Halle – Eisleben – Sangerhausen – Sömmerda – Erfurt                                   | 120 percenként                                                                          | Abellio                 |
| RB 75  | Eilenburg – Delitzsch – Halle – Röblingen am See – Eisleben (– Sangerhausen – Nordhausen)          | 060 percenként(hétfőtől péntekig) 120 percenként(szombat-vasárnap)                      | Abellio DB Regio Südost |
| RB 80  | Halle – Bitterfeld – Gräfenhainichen – Wittenberg (– Zahna / Jüterbog)                             | bizonyos vonatok                                                                        | DB Regio Südost         |
| S 3    | Halle-Trotha – Halle – Schkeuditz – Leipzig – Leipzig-Connewitz – Markkleeberg – Borna – Geithain  | 060 percenként(Trotha–Halle) 030 percenként(Halle–Borna) 060 percenként(Borna–Geithain) | DB Regio Südost         |
| S 5    | Halle – Leipzig/Halle Flughafen – Leipzig – Leipzig-Connewitz – Markkleeberg – Altenburg – Zwickau | 060 percenként(Halle–Altenburg) 120 percenként(Altenburg–Zwickau)                       | DB Regio Südost         |
| S 7    | Halle – Halle-Silberhöhe – Halle Neustadt – Halle-Nietleben                                        | 030 percenként                                                                          | DB Regio Südost         |

## Kapcsolódó állomások
A vasútállomáshoz az alábbi állomások vannak a legközelebb:
- Peißen station (Halle–Cottbus-vasútvonal)
- Halle Messe railway station (Leipzig Hauptbahnhof, Magdeburg-Lipcse-vasútvonal)
- Zöberitz railway stop (Magdeburg Hauptbahnhof, Magdeburg-Lipcse-vasútvonal)
- Merseburg Hauptbahnhof (Jena-Göschwitz, Saale-Express)
- Dessauer Brücke station
- Halle Rosengarten station
- Röblingen am See (Kassel-Wilhelmshöhe vasútállomás, Halle–Kassel-vasútvonal, RE 9 (Sachsen-Anhalt))
- Könnern (Goslar, Halle–Vienenburg-vasútvonal, RE 4 (Sachsen-Anhalt))
- Leipzig/Halle Airport station
- Hohenthurm station
- Halle Steintorbrücke station